# Tengeri, Baranya
Tengeri este un sat în districtul Sellye, județul Baranya, Ungaria, având o populație de 65 de locuitori (2011). 

## Demografie
Componența etnică a satului Tengeri
     Maghiari (100%)
Componența confesională a satului Tengeri
     Romano-catolici (44,62%)
     Fără religie (7,69%)
     Reformați (4,62%)
     Necunoscută (43,08%)
Conform recensământului din 2011, satul Tengeri avea 65 de locuitori. Din punct de vedere etnic, majoritatea locuitorilor (100,0%) erau maghiari. Nu există o religie majoritară, locuitorii fiind romano-catolici (44,62%), persoane fără religie (7,69%) și reformați (4,62%). Pentru 43,08% din locuitori nu este cunoscută apartenența confesională.